# Haase & Søns Forlag
Haase Forlag (officielt Haase Bogproduktion A/S, tidligere Lehmann & Stages Forlag, Haase Forlag A/S, Haase & Søn A/S, P. Haase & Søn A/S, P. Haase & Søns Boghandel og Forlag A/S) er et dansk bogforlag i København, der kan føres tilbage til 1877. Forlaget udgiver især skole- og lærebøger samt fagbøger.

## Historie
Forlagsvirksomheden tog sin begyndelse i 1877, da Gyldendal frasolgte sin boglade i Klareboderne til dens daværende ledere, Daniel Emil Lehmann og Carl Sechmann Stage. Snart tilbød Lehmann & Stage også udgivelser af bøger, primært kommissionsskrifter og skolebøger, eksempelvis Kr. Mikkelsens Dansk Sproglære fra 1894.
I 1896 fik Lehmann & Stage salmebøger i kommission for Det Kongelige Vajsenhus og bibler for Det Danske Bibelselskab. Produktion og salg af salmebøger og bibler i Danmark fortsatte frem til begyndelsen af 1980'erne. Året efter flyttede forlaget til Løvstræde 8, hvor det stadig ligger.
I 1911 blev Poul Peter Melbye Haase efter at have været ansat siden 1884 medejer af firmaet. 10 år senere blev sønnen Ejnar Haase optaget som kompagnon, hvorfor firmanavnet ændredes til P. Haase & Søn. I Ejnar Haases tid udbyggedes forlagsvirksomheden til også at omfatte mange skønlitterære udgivelser. Forlaget videreførtes i 1959 af Ejnar Haases søn Niels Jørgen Haase.
Bogladefunktionen blev i 1993 solgt fra, idet virksomhedens ledelse koncentrerede sig om forlagsvirksomheden. Tre år senere overtog fjerde generation, Michael Haase, ledelsen og blev i 2003 eneejer. I 2021 blev forlaget overtaget af Lindhardt & Ringhof. Haase Forlag havde indtil da sæde i Løvstræde, København.
- Forlagsdirektør Michael Haase
- Gammelt gruppebillede
- Receptionist på forlaget. Ukendt år.

## Udmærkelser
Lærebogssystemet Tre Religioner vandt i 2008 undervisningsmiddelprisen efter fem års udviklingsarbejde.
Udgivelsen Barrison-feberen forfattet af Hans Henrik Appel blev erklæret Årets historiske bog for 2020.